# Esplanade de la Compas Raison
L'esplanade de la Compas Raison est un espace vert de 4 200 m2 situé sur la Plateau de la Duchère, à proximité de l'église et de la tour Panoramique[Où ?]. Celle ci offre un point de vue sur Vaise, la colline de la Croix Rousse et la colline de Fourvière.
La plus grande partie du square est occupé par la sculpture l'Aire de la Compas Raison des sculpteurs Serge et Fabienne Boyer

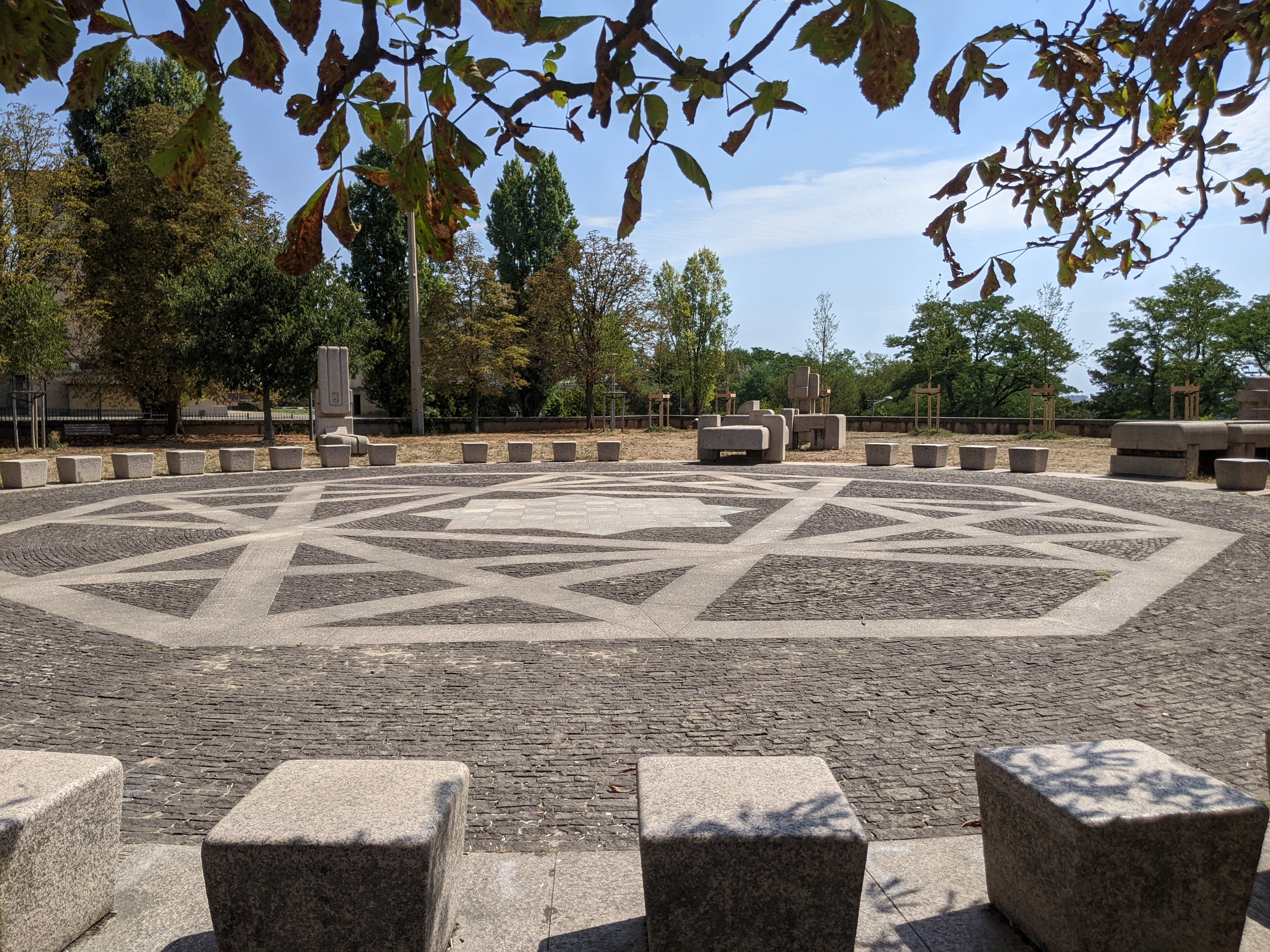
Erre de la Compas-Raison

## L'Aire de la Compas-Raison
L'Aire de la Compas-Raison est un jardin philosophique constitué de 46 blocs de granite rose, blanc et polymorphique formant 9 sculptures indépendantes nommées :  
- Pierre de foudre
- Porte solsticiale de Janus
- Fontaine de Zam-Zam
- Barque fontaine des Quatre Saisons
- Pierre angulaire
- Pierre percée
- Chaudron d'inspiration
- Table
- Verrou
- Tête couronnée du soleil
- La Lune

L’œuvre est issue d'une recomposition d'une autre sculpture dite Le Grand Compas, qui était située Place de la République en 1976.  Elle est la réalisation des sculpteurs Fabienne et Serge Boyer, réalisée entre 1922 et 1996 et inaugurée le 30 novembre 1996.

## Sources et références
1. ↑  Ville Data, « Jardin Philosophique Aire de la Compas Raison Lyon 9e Arrondissement », sur ville-data.com (consulté le 3 octobre 2022)
2. ↑  Nadège Druzkowski, Lyon insolite et méconnu, Éditions Jonglez, guides de voyage, dl 2020 (ISBN 978-2-36195-328-7 et 2-36195-328-5, OCLC 1182572567, lire en ligne)
3. ↑  Serge Boyer, « LYON - Esplanade de la Compas-Raison », sur les-boyer-sculpteurs.com
4. ↑  « Jardin Philosophique - Aire de la Compas-Raison », sur OnlyLyon, 25 février 2022